# Danny Miller
Danny Miller (Stockport, 2 januari 1991) is een Brits acteur.

## Biografie
Miller werd geboren in Stockport in een gezin van drie kinderen.
Miller begon in 2007 met acteren in de televisieserie Grange Hill, waarna hij nog meerdere rollen speelde in voornamelijk televisieseries. Hij is vooral bekend van zijn rol als Aaron Livesy in de Britse soapserie Emmerdale waar hij al in 1361 afleveringen speelde. Met deze rol won hij in 2011 en 2012 de British Soap Award in de categorie Beste Acteur.

## Filmografie

### Films
Uitgezonderd korte films.
- 2016 Cruel Summer - als Nicholas
- 2015 Text Santa 2015 - als Aaron Livesy

### Televisieseries
Uitgezonderd eenmalige gastrollen.
- 2008-heden Emmerdale - als Aaron Livesy - 1631+ afl.
- 2013-2014 Scott & Bailey - als brigadier Rob Waddington - 7 afl.
- 2014 Jamaica Inn - als William - 3 afl.
- 2013 Lightfields - als Tom - 5 afl.
- 2007 Grange Hill - als Kyle Brown - 8 afl.